# Eino Purje
Eino Alfred Purje, noto anche come Eino Borg (Kymi, 2 febbraio 1900 – Tervo, 2 settembre 1984), è stato un mezzofondista finlandese.

## Palmarès

### Olimpiadi
- Bronzo a Amsterdam 1928 nei 1500 metri piani.